# Villarrubia de Santiago
Villarrubia de Santiago é um município da Espanha na província de Toledo, comunidade autónoma de Castilla-La Mancha, de área 155,05 km² com população de 2851 habitantes (2004) e densidade populacional de 18,39 hab/km².

## Demografia
| Variação demográfica do município entre 1991 e 2004 | Variação demográfica do município entre 1991 e 2004 | Variação demográfica do município entre 1991 e 2004 | Variação demográfica do município entre 1991 e 2004 |
| --------------------------------------------------- | --------------------------------------------------- | --------------------------------------------------- | --------------------------------------------------- |
| 1991                                                | 1996                                                | 2001                                                | 2004                                                |
| 2984                                                | 2922                                                | 2820                                                | 2851                                                |